# Języki Malezji
Języki Malezji – silnie zróżnicowane języki używane w granicach Malezji. Szacuje się, że w tym zróżnicowanym etnicznie kraju występuje ok. 140 języków .
Statusem języka urzędowego jest objęty język malajski (bahasa Melayu), określany także jako „język malezyjski” (bahasa Malaysia). Język angielski, dawny język kolonialny, jest szeroko obecny w różnych domenach komunikacji wyższej, w tym w środkach masowego przekazu. Stanowi preferowane narzędzie komunikacji międzyetnicznej, zwłaszcza wśród osób wykształconych. Ludność pochodzenia chińskiego i indyjskiego (w szczególności tamilskiego) zachowuje własne języki. Są stosowane w szkołach i mediach oraz charakteryzują się stosunkowo wysokim poziomem żywotności. Wśród społeczności muzułmańskiej duży prestiż ma język arabski, ale nie jest on powszechnie znany.
Pośród autochtonicznych języków Malezji wyróżnia się dwie rodziny: austronezyjską i austroazjatycką. Języki austronezyjskie tworzą wielką rodzinę językową, obejmującą zasięgiem dużą część wysp Oceanii i Azji Południowo-Wschodniej. Pod względem liczebności przeważają w kraju. Wszystkie języki austronezyjskie Malezji reprezentują gałąź zachodnią języków malajsko-polinezyjskich. Są wśród nich zarówno języki malajskie (które dominują w Malezji Zachodniej, obejmującej południową część Półwyspu Malajskiego), jak i zróżnicowane genealogicznie języki północnego Borneo (w Malezji Wschodniej, stany Sabah i Sarawak). Językami austroazjatyckimi (aslijskimi) posługują się niewielkie grupy rdzennych mieszkańców Półwyspu Malajskiego. Wiele z nich nie opiera się zjawisku asymilacji kulturowej, powszechny jest także bilingwizm.
Język malajski znacznie rzutuje na kształt języków lokalnych Malezji, stanowiąc dla nich źródło zapożyczeń i wpływów gramatycznych. Wszystkie z nich podlegają zjawisku przesunięcia językowego. Stosunkowo silną pozycję mają języki iban (Sarawak) i kadazandusun (Sabah), które występują w mediach i edukacji; dodatkowo iban odgrywa pewną rolę jako regionalna lingua franca. Część języków chińskich (hakka, teochew, hokchiu, hainan i inne) jest wypierana przez mandaryński i angielski. 